# Instalator polonez
Instalator polonez este un termen generic peiorativ pentru a desemna toate tipurile de muncitori migranți din Europa de Est, aflați în căutare de slujbe mai bine plătite în Europa de Vest.
Termenul a fost lansat în 2005 de Philippe Val în săptămânalul politic satiric francez Charlie Hebdo, al cărui director era. Termenul (în franceză Le plombier polonais) a fost apoi popularizat de Philippe de Villiers, un om politic francez, membru al Parlamentului European în perioada 2004-2009 din partea Franței, în timpul referendumului ținut în Franța pentru a aproba Tratatul de instituire a unei Constituții pentru Europa, ca un simbol al forței de muncă ieftine ce ar fi urmat să invadeze Europa Occidentală, venind din Europa Centrală și de Sud-Est.
Termenul a fost preluat și în Regatul Unit al Marii Britanii și al Irlandei de Nord (în engleză Polish plumber).
Termenul s-a extins, cuprinzând și alte profesii, precum "căpșunari români" sau "șoferi bulgari". Și cetățenii statelor mai dezvoltate sunt cunoscuți pentru un anumit specific al muncitorilor: cameriste portugheze, bucătari francezi, croitori italieni, majordomi britanici, oieri australieni, comercianți turci sau ingineri germani. Terminologia nu este desigur în mod curent folosită, contextul peiorativ fiind determinant.